# Kihun
Kihun (nep. किहूँ) – gaun wikas samiti w zachodniej części Nepalu w strefie Gandaki w dystrykcie Tanahu. Według nepalskiego spisu powszechnego z 2001 roku liczył on 863 gospodarstw domowych i 4382 mieszkańców (2416 kobiet i 1966 mężczyzn).